# 효천중학교
효천중학교(孝泉中學校)는 대한민국 광주광역시 남구 행암동에 위치한 공립 중학교이다.

## 학교 연혁
- 2016년 1월 1일 : 효천중학교 설립 인가
- 2016년 3월 1일 : 제1대 김영미 교장 취임
- 2016년 3월 2일 : 개교(3학급 65명)
- 2017년 2월 10일 : 제1회 졸업식(2명)
- 2024년 3월 1일 : 제4대 김애순 교장 취임
- 2025년 1월 9일 : 제9회 졸업식(206명 졸업)
- 2025년 3월 4일 : 제10회 입학식(남 112명, 여 120명 계 232명)

## 참고 자료
- 효천중학교 - 한국교육학술정보원 학교알리미